# 日野薬品工業
日野薬品工業株式会社（ひのやくひんこうぎょう）は、滋賀県蒲生郡日野町大字上野田に本社を置く製薬会社。他社製品のOEMも行っている。

## 沿革
- 1943年（昭和18年） - 近江日野製薬株式会社として設立。太平洋戦争中の企業整備令によって、日野町にあった30以上の製薬業者が合併して設立された。
- 1956年（昭和31年） - 日野薬品工業株式会社に改称。
- 2010年（平成22年）8月25日 - 大津地方裁判所へ民事再生法の適用を申請し、同日保全命令を受けた。負債総額約18億円｡
- 2012年（平成24年） - 医薬品卸の大手である株式会社大木の子会社となる。

## 商品
- 正野萬病感應丸【第2類医薬品】
- 虔修六神丸【第2類医薬品】
- セデリン・K【指定第2類医薬品】
- ビタオールL【第3類医薬品】
- 首より上の薬【指定第2類医薬品】
- 日野実母散【第2類医薬品】